# Eudes Ier de Grancey
Eudes Ier de Grancey (né vers 1110 - † en 1197) est seigneur de Grancey puis Templier à la fin du XIIe siècle. Il est le fils de Renaud II de Grancey, seigneur de Grancey, et d'Agnès de Toucy.

## Biographie
Né vers 1110, il est le fils de Renaud II de Grancey, seigneur de Grancey, et de son épouse Agnès, peut-être issue de la maison de Toucy.
Vers 1142, son père décède et il lui succède à la tête de la seigneurie de Grancey.
En 1164, alors que l'ancien duc Eudes II est décédé depuis deux ans, il fait partie des seigneurs bourguignons qui incitent le jeune duc Hugues III à se libérer de la tutelle de sa mère Marie de Blois, qui sera chassée de la cour et privée de son douaire vers avril 1165.

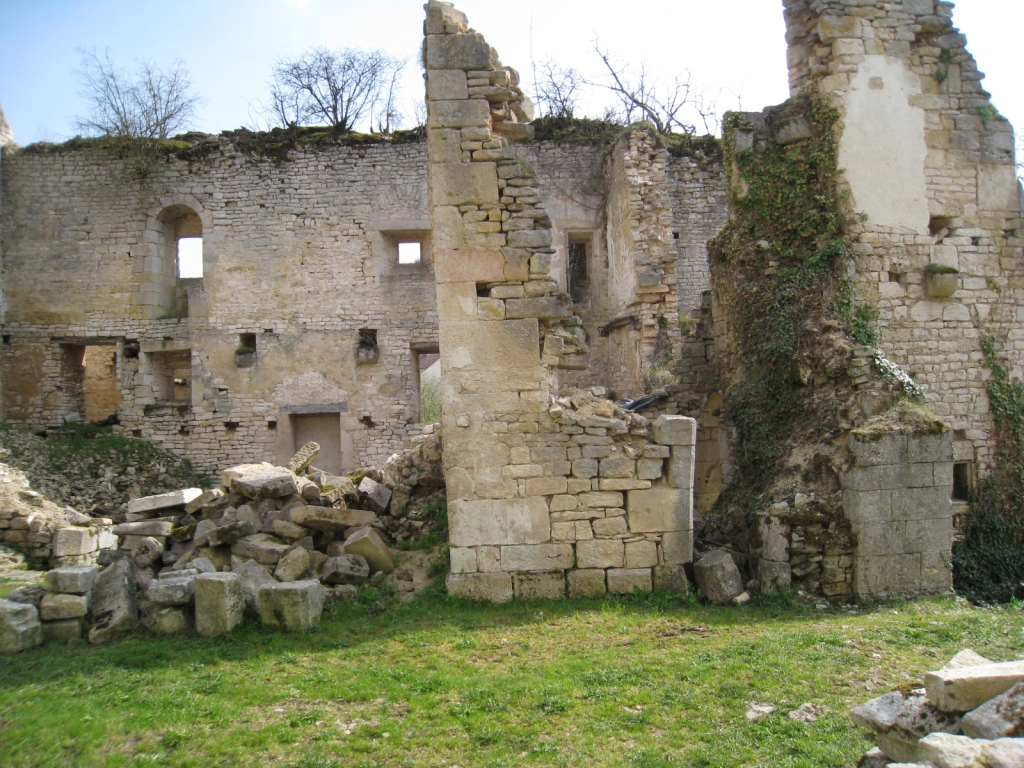
Vestiges de la commanderie templière de Bure.

En 1170, il fait un don à la chartreuse de Lugny, du consentement de son épouse Nova de Frolois et de ses enfants Renaud, Milon, Pons, Hugues, Roceline, Nigelle, Margerie et Agnès.
Vers 1185, alors qu'il est deux fois veuf, il décide de devenir Templier à la commanderie de Bure et son fils aîné Renaud lui succède comme seigneur de Grancey,.
En 1189, ses deux fils aînés, Renaud et Milon, prennent part à la troisième croisade avant de décéder peu après lors du siège de Saint-Jean-d'Acre où ils font probablement parti des premières victimes bourguignonnes de ce siège. Renaud est alors remplacé par son fils aîné Eudes II en tant que seigneur de Grancey.
Eudes Ier décède à un âge fort avancé vers 1197 à la commanderie de Bure.

## Mariage et enfants
Il épouse Nova de Frolois, fille de Pons de Frolois, seigneur de Frolois, dont il a neuf enfants, :
- Renaud III de Grancey, qui succède à son père.
- Milon de Grancey, qui décède avec son frère aîné lors du siège de Saint-Jean-d'Acre durant la troisième croisade.
- Pons de Grancey, dit de Frolois, succède à sa mère comme seigneur de Frolois. Connétable de Bourgogne.
- Hugues de Grancey, cité dans des chartes de 1170, 1185 et 1197.
- Pierre de Grancey, abbé de Sainte-Bénigne de Dijon de 1188 à 1204.
- Roceline de Grancey, citée dans une charte de 1170.
- Nigelle de Grancey, citée dans une charte de 1170.
- Margerie de Grancey, ou Marguerite, citée dans une charte de 1170. Elle épouse en premières noces Hugues de Montsaugeon, seigneur de Cohons, dont elle a un fils : Renaud de Montsaugeon. Veuve, elle épouse en secondes noces Barthélemy III de Nogent dont elle a deux enfants : Barthélemy IV et la dame de Saint-Julien[4].
- Agnès de Grancey, citée dans une charte de 1170. Elle épouse Hugues d'Arceaux[2].

Il est possible que devenu veuf, Eudes ait épousé en secondes noces une femme prénommée Marguerite mais dont le nom de famille est inconnu. Aussi, le plus jeune de ses enfants, Pierre (le seul à ne pas être cité dans la charte de 1170 de l'abbaye de Lugny), pourrait être issu de ce deuxième mariage.

## Source
- Ernest Petit, Histoire des ducs de Bourgogne de la race capétienne, 1888.